# Saint-Forgeux
Saint-Forgeux es una comuna francesa situada en el departamento de Ródano, de la región de Auvernia-Ródano-Alpes.

## Demografía
| 897 | 906 | 970 | 1 096 | 1 232 | 1 353 | 1 455 | 1 488 |
| Para los censos de 1962 a 1999 la población legal corresponde a la población sin duplicidades (Fuente: INSEE [Consultar]) |     |     |       |       |       |       |       |